# Cambarincola montanus
Cambarincola montanus är en ringmaskart som först beskrevs av Goodnight 1940.  Cambarincola montanus ingår i släktet Cambarincola och familjen Cambarincolidae. Inga underarter finns listade i Catalogue of Life.